# Bliski Wschód

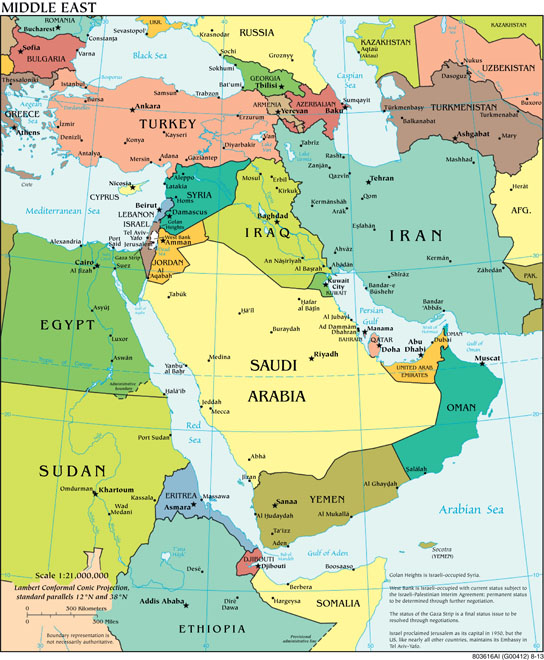
Mapa polityczna

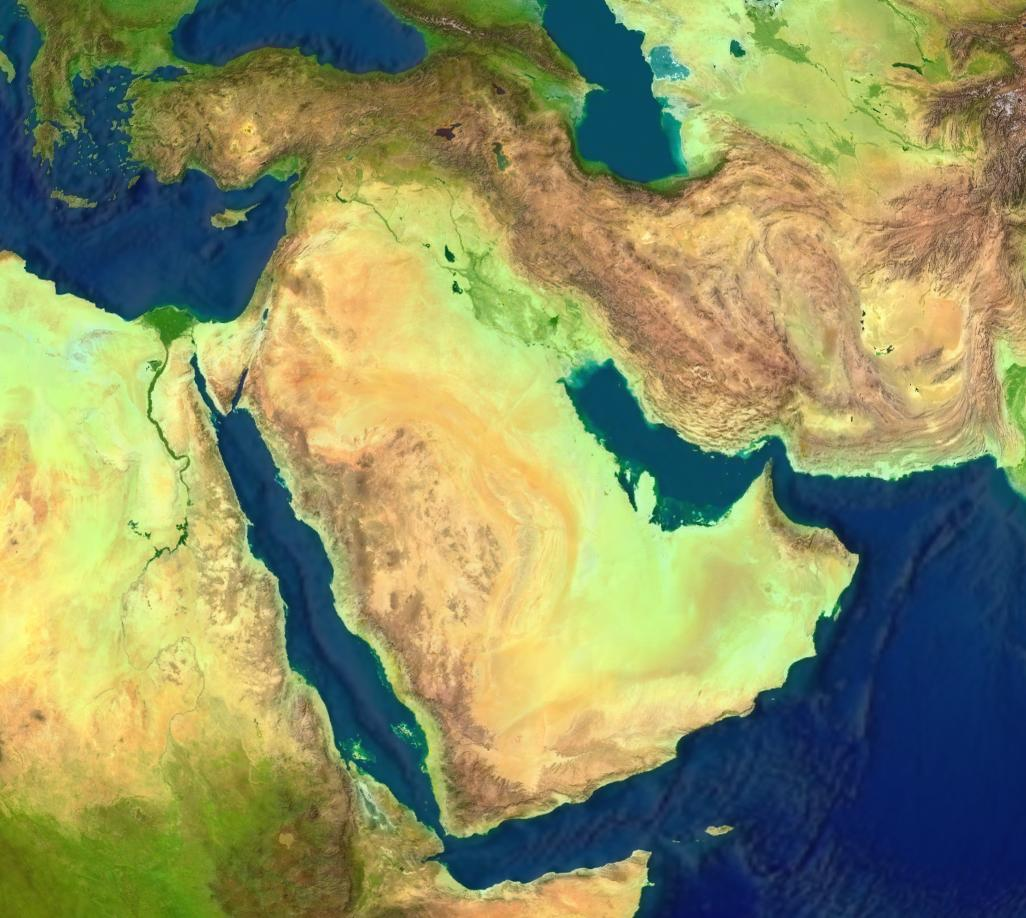
Zdjęcie satelitarne

Bliski Wschód (arab. ‏الشرق الأوسط‎; hebr. המזרח התיכון; pers. ‏خاورمیانه‎, Xâvar-e Miyâne; przestarzałe Lewant) – region geograficzny obejmujący głównie Azję Zachodnią, ale w pewnych kontekstach także obszary Europy i Afryki.

## Geografia
Obejmuje on głównie państwa położone w południowo-zachodniej Azji. Najczęściej do państw Bliskiego Wschodu zalicza się: Arabię Saudyjską, Bahrajn, Egipt, Irak, Iran, Izrael, Palestynę, Jemen, Jordanię, Katar, Kuwejt, Liban, Oman, Syrię, Turcję, Zjednoczone Emiraty Arabskie oraz w niektórych źródłach też Cypr. W sumie zajmują one powierzchnię ok. 9,7 mln km² z liczbą ludności wynoszącą 456 mln mieszkańców (2021).

## Historia
Bliski Wschód jest regionem, gdzie prawdopodobnie rozpoczęły się procesy przejścia z paleolitu do neolitu. Region ten (Żyzny Półksiężyc) jest również kolebką wielkich cywilizacji starożytnych (Mezopotamia, starożytny Egipt) oraz trzech wielkich religii abrahamowych: judaizmu, chrześcijaństwa i islamu. Przez prawie trzydzieści wieków był centrum starożytnego świata i polem bitwy wielkich imperiów:
- Asyrii z Królestwem Medów,
- Medów z Persami,
- Persów z Królestwem Macedonii,
- Macedonii z Seleucydami,
- Seleucydów z Królestwem Partii,
- Partów z imperium rzymskim,
- Rzymu z Persją Sasanidów,
- Persów z Cesarstwem Bizantyńskim,
- Bizancjum z Imperium Arabskim,
- Arabów z krzyżowcami,
- krzyżowców z Mamelukami,
- Mameluków z Imperium Osmańskim,
- Turków z Persją Safawidów,
- oraz muzułmanów z kolonializmem europejskim.

Po I wojnie światowej na Bliskim Wschodzie ścierały się interesy Francji i Wielkiej Brytanii; po II wojnie państwa te zaczęły stopniowo tracić swe wpływy na rzecz Stanów Zjednoczonych.

## Uwarunkowania polityczne
Współcześnie pod względem kulturowym zdecydowaną większość stanowi ludność arabskojęzyczna wyznająca islam (oprócz Arabów wyznają go również Turcy oraz ludy irańskie).
Region ten był i nadal jest niestabilny pod względem politycznym; można tu wymienić chociażby konflikt izraelsko-arabski i związane z nim wojny izraelsko-arabskie, wojnę iracko-irańską czy wojnę w Zatoce Perskiej.

## Spójność geopolityczna
Spójność geopolityczna regionu Bliskiego Wschodu jest związana z szeregiem czynników, które identyfikują ten obszar jako całość. Do czynników spajających region należą:
- przewaga ludności arabskiej na obszarze,
- większość sunnicka,
- dominacja języków semickich,
- wspólne tradycja, kultura i historia,
- działalność Ligi Państw Arabskich.

## Gospodarka
Bliski Wschód jest bardzo ważnym regionem gospodarczym, gdzie koncentruje się znaczna część światowego wydobycia ropy naftowej. Ponadto krzyżują się tu ważne międzynarodowe linie komunikacji lotniczej i morskiej (Kanał Sueski).

## Pozostałe informacje
Określenia Bliski, Środkowy i Daleki Wschód to typowy przykład nazwy etnocentrycznej, a w tym wypadku europocentrycznej, czyli z punktu widzenia Europejczyków. Nazwa „Bliski Wschód” oznacza południowo-zachodnią Azję i północno-wschodnią Afrykę. Obecnie w języku angielskim nazwa Near East jest wypierana przez Middle East (Środkowy Wschód).
Badaniem starożytnych i nowożytnych, żywych i wymarłych kultur Bliskiego Wschodu zajmują się odpowiednie działy orientalistyki.
Bliski Wschód odgrywa duże znaczenie gospodarcze i strategiczne. Leży na skrzyżowaniu trzech kontynentów: Europy, Azji i Afryki, przechodzą tędy ważne szlaki komunikacyjne z Europy i północy Afryki na Daleki Wschód. Drogi morskie przebiegają przez cieśniny czarnomorskie, Morze Śródziemne, Kanał Sueski, Morze Czerwone i zatokę Perską, krzyżują się linie powietrzne łączące najważniejsze porty lotnicze Europy z południową Afryką, Azją, Dalekim Wschodem i Australią.